# Proprioseiopsis umidus
Proprioseiopsis umidus är en spindeldjursart som beskrevs av Wolfgang Karg 1989. Proprioseiopsis umidus ingår i släktet Proprioseiopsis och familjen Phytoseiidae. Inga underarter finns listade i Catalogue of Life.